# 金特·施泰内斯
金特·施泰内斯（德語：Günther Steines，1928年9月28日—1982年6月4日），德国前男子田径运动员。他曾代表德国参加1952年夏季奥林匹克运动会田径比赛，获得男子4×400米接力铜牌。